# نبهان غانم
نبهان غانم (1949-) هو خبير اقتصادي وسياسي فلسطيني ولد في بلدة سيلة الظهر. درس المرحلة الأساسية والثانوية في مدارس سيلة الظهر وجنين، انتقل بعدها للأردن وأنهى الثانوية العامة عام 1968 في الفرع العلمي من مدرسة إربد الثانوية. حاصل على البكالوريوس والماجستير في الهندسة الميكانيكية من جامعة كوشيتسه في سلوفاكيا عام 1977، ونال درجة الدكتوراه في هندسة الميكانيك من ذات الجامعة عام 1982، والدكتوراة في الاقتصاد من جامعة أوسترافا في التشيك في ذات العام. صدر له كتاب بعنوان "الثقافة الاستعمارية والألم البشري" عام 2024.

## سيرته
عمل نبهان عبد الرحمن الحاج أسعد عثمان غانم في الدائرة الاقتصادية لمنظمة التحريرالفلسطينية في الفترة (1982- 1989)، انتخب أمينًا عامًا للاتحاد العام للاقتصاديين الفلسطينيين عام 1991، ثم عُيِّن مستشارًا اقتصاديًا في وزارة المالية الفلسطينية خلال الفترة (1994-2010). انتخب عضوًا في المجلس الوطني الفلسطيني، والمجلس المركزي الفلسطيني، ويشغل منصب الأمين العام للاتحاد العام للاقتصاديين الفلسطينيين.